# Robin Leon
Robin Leon (* 22. März 1997 als Robin Schlupp in Ettendorf (Bas-Rhin)) ist ein elsässischer Schlagersänger.

## Leben
Robin Leon lernte im Alter von acht Jahren Trompete, studierte am Konservatorium Straßburg und trat bereits mit jungen Jahren auf größeren Bühnen mit verschiedenen Stars der Schlagerszene in Frankreich und Deutschland auf, so etwa mit Sigrid & Marina, den Dorfrockern, Michael Hirte und Monika Martin. Im Jahr 2016 wurde er mit dem Titel Mein Sommertraum zum Sommerhitkönig der ARD-Fernsehsendung Immer wieder sonntags (Fernsehsendung) gewählt.
Seit 2023 hat Leon eine eigene TV-Show im französischen Fernsehen.

## Diskografie

### Alben
- Mein Sommertraum 2016
- Auf meiner blauen Wolke 2017
- Die Sonne im Herzen 2022

### Singles
- Stern von Venedig 2018
- So wie ein Wunder 2019
- Ich bin immer für dich da 2020
- Das ist Sommer 2021
- Jetzt geht es los 2023